# かこバス
かこバスは、兵庫県加古川市が運行するコミュニティバスの愛称。加古川市が神姫バス加古川南出張所に運行を委託している。
正式名称は加古川市コミュニティバス「かこバス」。旧名称は加古川市ゾーンバス「かこバス」であった。
運行路線は比較的都市化の進んだ南部に集中しており、現段階では、西部市街地（加古川）と東部市街地（東加古川）を容易に行き来できる交通手段の一つという位置付けである。北部では加古川市コミュニティタクシー「かこバスミニ」としてワゴン型車両による運行が行われている。

## 沿革
- 2003年（平成15年）10月 - 運行開始。
- 2004年（平成16年）7月10日にゾーンバスの累計乗客数が加古川市の全人口（約26万7千人）に達したことを記念して、かこバスカラーのチョロQが限定4千個で発売された[注釈 1]。
- 2006年（平成18年）10月25日 - JR加古川駅北口から尾上町池田地区を結ぶ新規路線が開業。
- 2011年（平成23年）10月15日 - 別府ルート、鳩里・尾上ルートでルートを変更。全路線が加古川駅南口発着となる。
- 2020年（令和2年）11月1日 - 神姫バスの播磨町線（加古川駅 - 播磨町駅）、高砂線（加古川駅 - 山陽高砂駅）が前日の10月31日限りでの運行休止に伴い、代替路線として加古川駅から県道718号（旧浜国道）を経由し別府地区を結ぶ浜手ルートが開業[1][2]。

## 運賃・乗車券類
- 大人：200円（運行距離2km以内は100円）
- 小児：100円（運行距離2km以内は50円）
- 障害者は手帳提示で半額となる。
- NicoPa・Pitapa・ICOCAなどのICカードによる支払も可能である（使用可能カードは神姫バスと同じ）。
- 定期券・回数券は発売しておらず、神姫バス定期券は使用不可。
- 神姫バスの乗り継ぎ割引サービスは適用外である。

## 路線
- 平日ダイヤでは朝5・6時台 - 夜21時台の運行である。加古川駅では別府ルートは２番乗り場、その他はすべて３番乗り場からの発車である。

### 1系統：東加古川ルート（往復）
加古川駅→商工会議所前→平野西→市役所前→北在家東口→良野南口→良野東口→長砂西口→長砂公民館前→長砂東口→古大内中曽根会館前→二屋南口→南芳苑→二俣西口→二俣→中野→万葉ハイツ前→神鋼二俣社宅前→山之上西口→平岡幼稚園前→平岡小学校前→西谷→新在家東口→国道東加古川→東加古川→東加古川駅

### 2系統：別府ルート加古川駅行き
海洋文化センター前→スポーツ交流館前→別府東町→別府→別府駅南→別府駅→別府駅北→新野辺第9→別府中学校前→新野辺北町5丁目東→新野辺北町5丁目西→生駒橋→浜の宮駅→浜の宮駅北→Mプラザ前→長田公園前→十王堂→鶴林寺→安田北→松風ギャラリー前→水道局前→平野東→平野→商工会議所前→加古川駅

### 2系統：別府ルート別府行き（海洋文化センター前行き）
加古川駅→商工会議所前→平野→平野東→水道局前→松風ギャラリー前→安田北→鶴林寺→十王堂→長田公園前→Mプラザ前→浜の宮駅北→浜の宮駅→浜の宮天神社北→新野辺北町3丁目西→新野辺北町3丁目東→新野辺北町2丁目→加古のうみこども園前→別府駅→別府駅南→別府→別府東町→スポーツ交流館前→海洋文化センター前
- 別府ルートの平日の多くの便と休日の朝夕の便は、加古川駅～別府間の運行である。

### 3系統：鳩里・尾上ルート（往復）
加古川駅→商工会議所前→平野西→市役所前→北在家口→北在家西口→加茂神社前→木村南→稲屋→友沢北→友沢南→稲屋中央→稲屋南→養田北→旭西→尾上の松駅→今福南→東深田公園→尾上市民センター前→池田西→池田南→池田公園前→尾上公民館前

### 4系統：浜手ルート（往復）
加古川駅→商工会議所前→平野西→市役所前→北在家口→北在家西口→加茂神社前→北備後→人権文化センター前→南備後→旭西→尾上の松駅→大崎→養田→長田→池田西口→池田→浜の宮公園南→別府西小学校前→新野辺→別府公民館前→加古のうみこども園前→別府駅→別府駅南→別府

## 鉄道との乗換停留所
- JR神戸線 - 加古川駅・東加古川駅
- 山陽電車 - 別府駅・浜の宮駅・尾上の松駅

## 車両

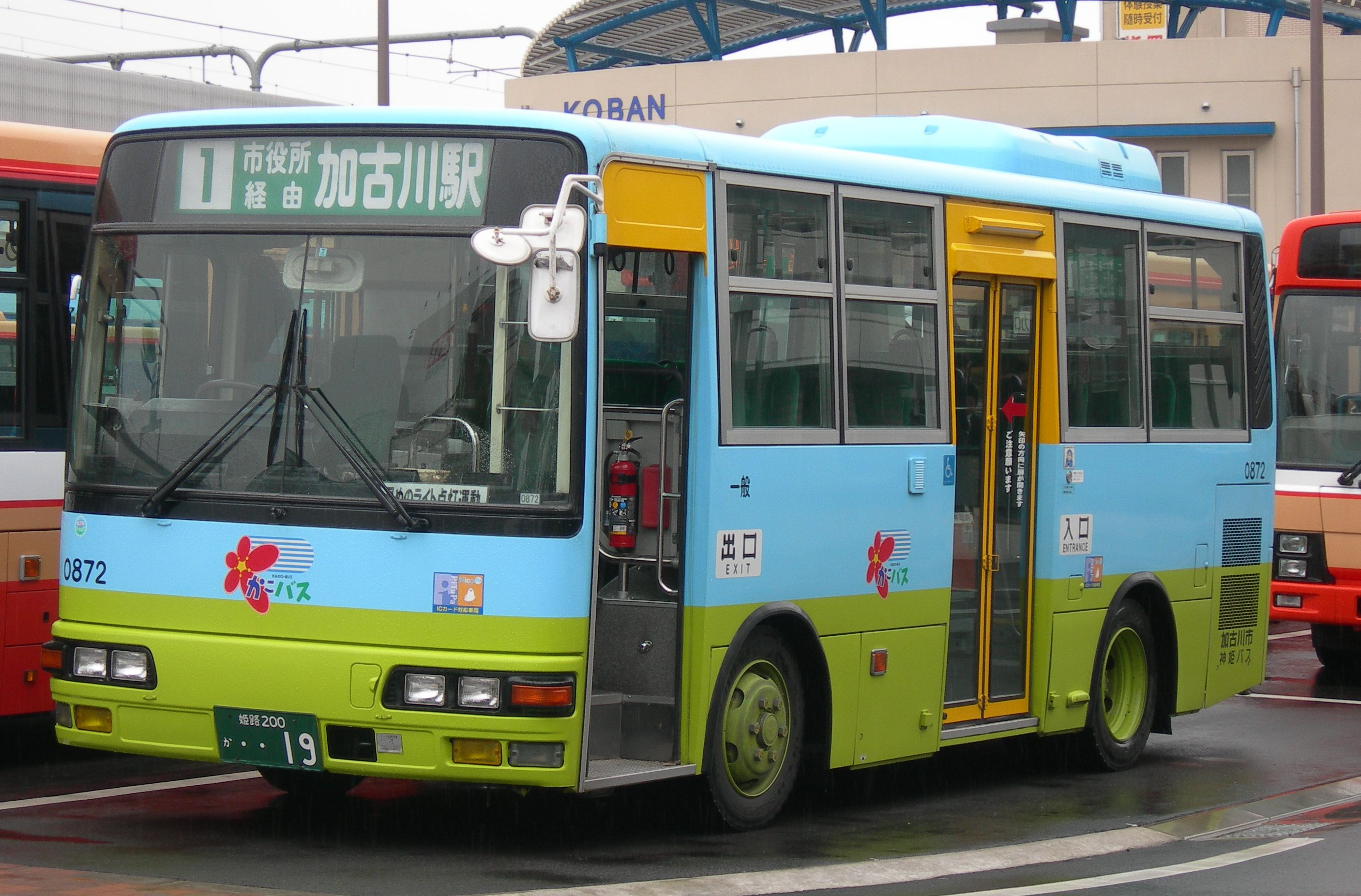
過去に使用されていたワンステップバス（エアロミディMJ）

2023年8月現在は、日野・ポンチョで車種統一されている。(加古川営業所所属の三菱ふそう・エアロミディが浜手ルートを代走することはある。)過去には三菱ふそう・エアロミディMJ（ノンステップ・ワンステップ車）も使用されていた。